# Lygropia phaeoneuralis
Lygropia phaeoneuralis là một loài bướm đêm trong họ Crambidae.